# Agorius baloghi
Agorius baloghi là một loài nhện trong họ Salticidae.
Loài này thuộc chi Agorius. Agorius baloghi được Szüts miêu tả năm 2003.